# Bartolo Colón
Bartolo Colón (nascut el 24 de maig de 1973 a Altamira) és un llançador dominicà de Grans Lligues que juga als Atlètics d'Oakland. Va guanyar el Premi Cy Young amb els Los Angeles Angels of Anaheim en 2005.

## Primers anys
Colón es va criar en una casa sense electricitat ni aigua corrent a la ciutat d'Altamira, en Port Plata, una província de la República Dominicana. Fa importants obres de caritat per a la seva comunitat.

## Carrera

### Cleveland Indians
Un prospecte des de la República Dominicana, Colón va ser signat pels Indis de Cleveland com amateur en 1993.
En 1995, llançant para Kinston Indians, un equip Single-A de la Carolina League, va acabar segon en victòries amb 13 i en efectivitat amb 1.96, i va liderar el circuit amb 152 eliminacions. Va ser nomenat Llançador de l'Any de la lliga, malgrat acabar l'1 d'agost amb un colze magolat. Va ser nombredo Jugador de Lligues Menors de l'Any dels Indis en 2004 (rebent el Premi Lou Boudreau).
Va jugar per a l'equip Triple-A, els Buffalo Bisons en 1997 i va anar l'únic jugador en la història a llançar un joc sense hits en el Dunn Tiri Park.
Colón va fer el seu debut en Grans Lligues contra els Angelinos de Anaheim el 4 d'abril de 1997, sortint sense decisió. En la seva primera temporada en Grans Lligues, Colón es va anar de 4-7 amb una efectivitat de 5.65. L'any següent, va establir un rècord modern en les Grans Lligues a llançar la major quantitat de pitcheos (20) en un sol torn al bat el 28 de juny de 1998 Colón va fer el seu debut en Grans Lligues contra els Angelinos de Anaheim el 4 d'abril de 1997, sortint sense decisió. En la seva primera temporada en Grans Lligues, Colón es va anar de 4-7 amb una efectivitat de 5.65. L'any següent, va establir un rècord modern en les Grans Lligues a llançar la major quantitat de pitcheos (20) en un sol torn al bat el 28 de juny de 1998 contra Ricky Gutiérrez, qui finalment va quedar eliminat. Més tard aquesta temporada, Colón va guanyar la seva única obertura en la Sèrie de Campionat de la Lliga Americana de 1998, llançant un joc complet de només quatre hits i una carrera. En la temporada de 1999, Colón va acabar amb 18-5, llançant més de 200 entrades amb 161 eliminacions i una efectivitat de 3.95.
En el 2000, Colón va acabar amb 51 eliminacions, totalitzant 212. També va publicar un rècord personal de 98 bases per boles.

### Mont-real Expos
Just abans de la data límit de canvis de 2002, Colón i Tim Drew van ser traspassats als Expos de Mont-real a canvi de Lee Stevens, Brandon Phillips, i els prospectes Grady Sizemore i Cliff Llegeix. Colón va acabar el 2002 amb un total combinat de 20-8 i una efectivitat de 2.93, 76 carreres netes amb 70 bases per boles en 233.1 entrades, tres blanquejades, i vuit jocs complets.

### Chicago White Sox
Abans de la temporada de 2003, Colón va ser canviat als Mitjanes Blanques de Chicago amb el jugador de lligues menors Jorge Núñez per Orlando Hernández, Rocky Biddle, Jeff Liefer i diners en efectiu.

### Los Angeles Angels of Anaheim
Sent agent lliure després de la temporada, va signar amb els Angelinos d'Anaheim. Colón va guanyar 18 partits amb Anaheim en 2004. Durant la temporada 2005, es va anar de 21-8 amb una efectivitat de 3.48, i es va convertir en el primer llançador dels Angelinos a guanyar el Premi Cy Young des que Dean Chance ho guanyés en 1964. A causa d'un parcial esquinçament del maniguet rotador que va rebre en un partit de playoffs contra els Yankees en 2005, Colón va passar la major part de la temporada 2006 en la llista de lesionats amb dolor i inflamació en la seva espatlla dreta. En 10 obertures, Colón es va anar d'1-5 amb una efectivitat de 5.11.

### Boston Xarxa Sox
El 25 de febrer de 2008, Colón va signar un contracte de lligues menors amb els Mitjanes Rojas de Boston i va ser convidat al spring training. El 15 de maig de 2008, Colón va llançar un joc d'un sol hit amb l'equip Triple-A filial dels Mitjanes Rojas, els Pawtucket Xarxa Sox. Sis dies després, el contracte de Colón va ser adquirit pels Mitjanes Rojas, i va ser agregat al roster actiu de l'equip. Colón va llançar el seu primer joc de Grans Lligues per als Mitjanes Rojas el 21 de maig de 2008 contra els Reals de Kansas City. Colón va obtenir la victòria 150 de la seva carrera l'11 de juny de 2008 contra els Orioles de Baltimore.
El 19 de setembre de 2008, Colón va ser col·locat en la llista de suspesos pels Mitjanes Rojas després de sortir feia la República Dominicana per tractar "assumptes personals" i per haver pres la decisió de quedar-se, la qual cosa va posar fi a la seva carrera amb els Mitjanes Rojas'Colón va ser col·locat en la llista restringida el 25 de setembre de 2008. Es va declarar agent lliure després de finalitzar la temporada 2008.

### Segona temporada amb els White Sox
Colón va acordar un contracte d'any i 1 milió de dòlars per tornar als Mitjanes Blanques de Chicago el gener de 2009, poc després que ells canviessin a Javier Vázquez als Braus d'Atlanta. Colón va haver de competir per les posicions quarta i cinquena d'obridors en la rotació dels Mitjanes Blanques.
Colón va tornar d'una cirurgia que s'hauria fet fora de temporada per eliminar estelles d'os del colze en el seu braç de llançar durant el spring training dels Mitjanes Blanques, en la Cactus League, a Arizona. Va ser nomenat com el cinquè obridor dels Mitjanes Blanques pel mánager Ozzie Guillén abans de l'inici de la temporada regular. Va guanyar el seu primer partit en la seva segona temporada a Chicago, llançant sis entrades amb bon control de la pilota i només tres hits blanquejant als seus rivals els Bessons de Minnesota 8-0 l'11 d'abril de 2009. D'aquesta manera es va convertir en el primer obridor dels Mitjanes Blanques a guanyar un partit de temporada regular en 2009. Colón després va sofrir una altra lesió i no va tornar a llançar per la resta de la temporada.
Colón havia llançat 31 jocs complets, rankiado en el número 11 entre els jugadors actius l'11 de juny de 2008.

### New York Yankees
Colón no va llançar en el 2010 a causa del dolor de la seva espatlla dreta en aquest moment i lesions en el maniguet de rotador, lligaments i tendones. en març de 2010, va rebre un trasplantament de cèl·lules mare per reparar els teixits danyats en la seva espatlla derecho. la naturalesa d'aquest tractament està sent investigada per les Grans Lligues.
Colón, després va jugar en el Campionat Pre-Mundial de Puerto Rico, en la pilota hivernal dominicana amb les Águilas Cibaeñas, i en la lliga hivernal de Puerto RicoVa signar un contracte de lligues menors amb els Ianquis de Nova York el 26 de gener de 2011. Va ser convidat al spring training, per competir per un lloc en roster de 25 jugadors, malgrat aparèixer en els entrenaments amb 30 lliures de sobrepès. Colón va ser col·locat en el roster dels Yankees en el bullpen pel Opening Day. Colón va fer la seva primera obertura amb els Yankees el 20 d'abril, prenent el lloc del lesionat Phil Hughes en la rotació. Fins al mes de maig, Colón tenia rècord de 3-3 amb una efectivitat de 3.26 amb els Yankees. El 30 de maig, va llançar una blanquejada de quatre hits, la primera des de 2006 contra els Atlètics. Va sofrir una lesió en la cuixa jugant l'11 de juny enfront dels Indis de Cleveland acabant en la llista de discapacitats per 15 díes. el 2 de juliol, Colón va tornar als Yankees i va llançar sis entrades en blanc contra els Mets de Nova York.
Aquesta temporada de Colón va ser una espècie de ressorgiment, acabant amb un rècord de 8-10, una respectable efectivitat de 4.00 i un *WHIP d'1.29.

### Oakland Athletics
El 14 de gener de 2012, Colón va arribar a un acord per un any amb els Atlètics d'Oakland. Va obrir el segon partit de la temporada per als Atlètics en l'obertura de la mateixa en Tòquio (Japó), llançant 8 entrades, permetent una carrera i 3 hits, amb 6 eliminacions.

## Família
L'esposa de Colón es diu Paula Rosanna i la parella té quatre fills: Bartolo, Emilio, Wilder i Randiel. La seva família viu en Baldwin, Nova York.